# 165

165(백육십오)는 164보다 크고 166보다 작은 자연수다.

## 수학
- 합성수로, 그 약수는 1, 3, 5, 11, 15, 33, 55, 165다. 진약수의 합은 123이므로, 165는 부족수다.
- 13번째 쐐기수다. 앞의 쐐기수는 154, 다음 쐐기수는 170이다.
  - 2번째 홀수 쐐기수다. 앞의 홀수 쐐기수는 105, 다음은 195다.
- 5번째 십팔각수다. 앞의 십팔각수는 100, 다음은 246이다.
- {\displaystyle 165=4^{2}+7^{2}+10^{2}}
  - 공차가 3인 세 자연수의 제곱합으로 나타낼 수 있는 수다. 이 성질을 지닌 앞의 수는 126, 다음 수는 210이다.
- {\displaystyle 165=1^{2}+3^{2}+5^{2}+7^{2}+9^{2}}
  - 9번째 사면체수로, 9 이하의 모든 홀수의 제곱합이다. 앞의 사면체수는 120, 다음은 220이다.
  - 연속하는 홀수 5개의 제곱합으로 나타낼 수 있는 가장 작은 수이며, 이 성질을 지닌 다음 수는 285다.
- {\displaystyle 34^{2}-1}은 165로 나누어떨어진다.

## 과학
- NGC 165: 고래자리 방향에 있는 막대나선은하.

## 교통
- 일본 165번 국도(일본어판): 오사카부 오사카시 기타구에서 미에현 쓰시까지 이어지는 일본의 국도.
- 현도 제165호선

## 군사
- U-165: 독일의 군용 잠수함. 제1차 세계 대전에 사용된 1918년제 모델(영어판)과 제2차 세계 대전에 사용된 1941년 모델(영어판)이 있다.

## 문화유산
- 대한민국의 국보 제165호: 무령왕 발받침
- 대한민국의 보물 제165호: 강릉 오죽헌
- 대한민국의 사적 제165호: 고령 고아리 벽화 고분

## 방송
- 스카이라이프의 국회방송 채널 번호.[1]
- 지니 TV의 채널i 채널 번호.
- B tv의 싱가포르 국제 방송인 채널 뉴스 아시아 채널 번호.
- U+ TV의 토마토증권통 채널 번호.

## 기타
- 연도: 165년, 기원전 165년

1. ↑  LG헬로비전, B tv 케이블, KT HCN의 채널 번호가 같다.